# Jean-Ernest d'Anhalt
 Jean-Ernest d'Anhalt (né le 1er mai 1578 à Dessau – décédé le 12 décembre 1601 à Vienne) est un prince de la maison d'Ascanie qui fut colonel des armées du Saint-Empire et corégent d'Anhalt de 1586 à sa mort.

## Biographie
Jean-Ernest est le 4e fils du prince Joachim-Ernest d'Anhalt né de son second mariage avec Éléonore († 1618), fille du duc Christophe de Wurtemberg. En 1586, il succède à son père conjointement avec ses frères sur l'ensemble de l'Anhalt.
Il s'engage d'abord au service des Provinces-Unies contre l'Espagne puis dans l'armée impériale en Hongrie contre les Ottomans où il se distingue à la tête d'un régiment d'infanterie saxon lors de la prise de Székesfehérvár par Philippe-Emmanuel de Lorraine, duc de Mercœur en septembre 1601. Il meurt sans alliance ni postérité le 12 décembre sur le chemin du retour à Vienne.

## Source
- L'Art de vérifier les dates, Tome III, Paris 1787 p. 441.